# Santa Brígida (Gran Canaria)
Santa Brígida ist eine Gemeinde auf der Kanarischen Insel Gran Canaria. Santa Brígida hat 18.551 Einwohner (Stand: 2024) auf einer Fläche von 24 km². Die Nachbargemeinden sind Las Palmas de Gran Canaria im Norden, Telde im Osten, Valsequillo im Süden und Vega de San Mateo im Südwesten und Westen.

## Einwohner
| Jahr | Einwohner | Bevölkerungsdichte |
| ---- | --------- | ------------------ |
| 1991 | 12.199    | -                  |
| 1996 | 16.809    | -                  |
| 2001 | 17.598    | 536,4 Ew./km²      |
| 2002 | 18.719    | -                  |
| 2003 | 18.817    | 573,5 Ew./km²      |
| 2004 | 18.599    | 566,9 Ew./km²      |
| 2005 | 18.806    | 573,2 Ew./km       |